# Ilio Colli
Ilio Colli (Cortina d'Ampezzo, 3 maggio 1931 – Madesimo, 21 febbraio 1953) è stato uno sciatore alpino italiano.

## Biografia
Nel 1951 vinse la medaglia di bronzo in discesa libera ai Campionati italiani e l'anno dopo partecipò alla classica gara di discesa libera della Lauberhorn, piazzandosi al decimo posto, e ai Campionati internazionali di Svezia, a Östersund, classificandosi all'ottavo posto. Nello stesso anno prese parte ai VI Giochi olimpici invernali di Oslo 1952, dove si piazzò 18º nella discesa libera.
Il 21 febbraio 1953 a Madesimo, durante la gara internazionale di discesa libera Trofeo Fiocchi-Coppa città di Lecco, Colli rimase ucciso schiantandosi violentemente contro un albero a più di 100 km orari lungo il tracciato. Cortina d'Ampezzo gli dedicò una pista da sci e lo sci club locale lo ricorda annualmente con una gara internazionale a lui dedicata.

## Palmarès

### Campionati italiani
- 1 medaglia[2]:
  - 1 bronzo (discesa libera nel 1951)